# Gunnar Andersson
Karl Gunnar Andersson (ur. 14 sierpnia 1928 w Arvice, zm. 1 października 1969 w Marsylii) – szwedzko–francuski piłkarz występujący na pozycji napastnika.

## Kariera klubowa
Andersson jako junior grał w zespołach IFK Arvika oraz IFK Åmål. Następnie, już jako senior występował w IFK Göteborg, a także w duńskim KB. W 1950 roku został zawodnikiem francuskiego Olympique Marsylia. W jego barwach dwukrotnie został królem strzelców Division 1 – w sezonach 1951/1952 (31 goli) oraz 1952/1953 (35 goli). W 1954 roku wraz z zespołem dotarł do finału Pucharu Francji, w którym Olympique został jednak pokonany 2:1 przez OGC Nice. Zawodnikiem Olympique Andersson był do 1958 roku.
Następnie występował w zespołach SO Montpellier, Girondins Bordeaux, AS Aix, CAL Oran, AS Gignac oraz IFK Arvika, gdzie w 1964 roku zakończył karierę.

## Kariera reprezentacyjna
W 1954 roku Andersson rozegrał jedno spotkanie w reprezentacji Francji B.